# Grille
Grille (z niem. „świerszcz”) – niemieckie działo samobieżne piechoty z okresu II wojny światowej bazujące na podwoziu czołgu Panzerkampfwagen 38(t) i uzbrojone w działo sIG 15 cm. Pełna nazwa tego pojazdu brzmiała schweres Infanteriegeschütz 33/1 (Sf) auf PzKpfw 38(t) Ausf. M „Grille” (Sd.Kfz. 138/1).

## Grille Ausf. H
Pierwsza wersja „Świerszcza” bazowała na czołgu Panzer 38(t) Ausf. H z silnikiem umieszczonym z tyłu pojazdu. Usunięta została wieża czołgu, a jako uzbrojenie dodano 15 cm schweres Infanteriegeschütz 33 (ciężkie działo piechoty kalibru 150 mm). W 1943 wyprodukowano 91 pojazdów tego typu.

## Grille Ausf. M
Drugi wariant Grille – Ausf. M powstał na podwoziu Panzer 38(t) Ausf. M. Główna różnica polegała na przeniesieniu silnika do środkowej części pojazdu w celu poprawy jego stabilności. W latach 1943–1944 wyprodukowano 282 pojazdy tego typu w wersji podstawowej i 120 w nieuzbrojonej odmianie transportera z amunicją.

## Grille 17
Prototyp ciężkiego działa samobieżnego 17 cm K44(Sf)Gw6 lub inaczej Grille 17. W tym pojeździe wykorzystywano elementy podwozia czołgu Tiger II przedłużonego do 11 kół jezdnych. Silnik został przeniesiony do przedniej części kadłuba. W umieszczonym z tyłu przedziale bojowym rozmieszczono armatę K 18 kalibru 170 mm. Załoga tego 58-tonowego działa miała się składać z ośmiu ludzi. Grubość pancerza wahała się od 16 do 30 mm. Planowano budowę wersji z moździerzem 210 mm.